# 마전역 (인천)
마전역(Majeon station, 麻田驛)은 인천광역시 서구 마전동에 있는 인천 도시철도 2호선의 전철역이다.

## 특징
마전동 아파트 단지 안쪽에 역이 위치하고 있으며, 인근에 롯데마트 검단점이 있다.
출구는 완정사거리 방면으로 2개, 검단사거리 방면으로 1개로 총 3개가 설치되어 있다.

## 역 구조
2면 2선의 상대식 승강장을 갖추고 있으며, 스크린도어가 설치되어 있다.

### 승강장
| 검단사거리 ↑ |
| 하 \| 상     |
| ↓ 완정       |

| 상행 | ● 인천 도시철도 2호선 | 검단사거리·왕길·검단오류 방면                                     |
| 하행 | ● 인천 도시철도 2호선 | 검암·서구청·석남·인천가좌·주안·만수·남동구청·인천대공원·운연 방면 |

## 역사
- 2015년 10월 5일: 마전역으로 역명 결정[1]
- 2016년 7월 30일: 인천 도시철도 2호선 개통과 함께 영업 개시[2]

## 역 주변
| 나가는 곳 | 방면                                                                   |
| --------- | ---------------------------------------------------------------------- |
| 1         | 검단복지회관 인천마전초등학교 인천능내초등학교 검단고등학교 검단도서관 |
| 2         | 검단4동 방면                                                           |
| 3         | 마전중학교 인천완정초등학교                                            |

## 인접한 역
| 인천 도시철도 2호선           | 인천 도시철도 2호선   | 인천 도시철도 2호선 |
| ----------------------------- | --------------------- | ------------------- |
| I203 검단사거리 검단오류 방면 | ● 인천 도시철도 2호선 | I205 완정 운연 방면 |

## 사진

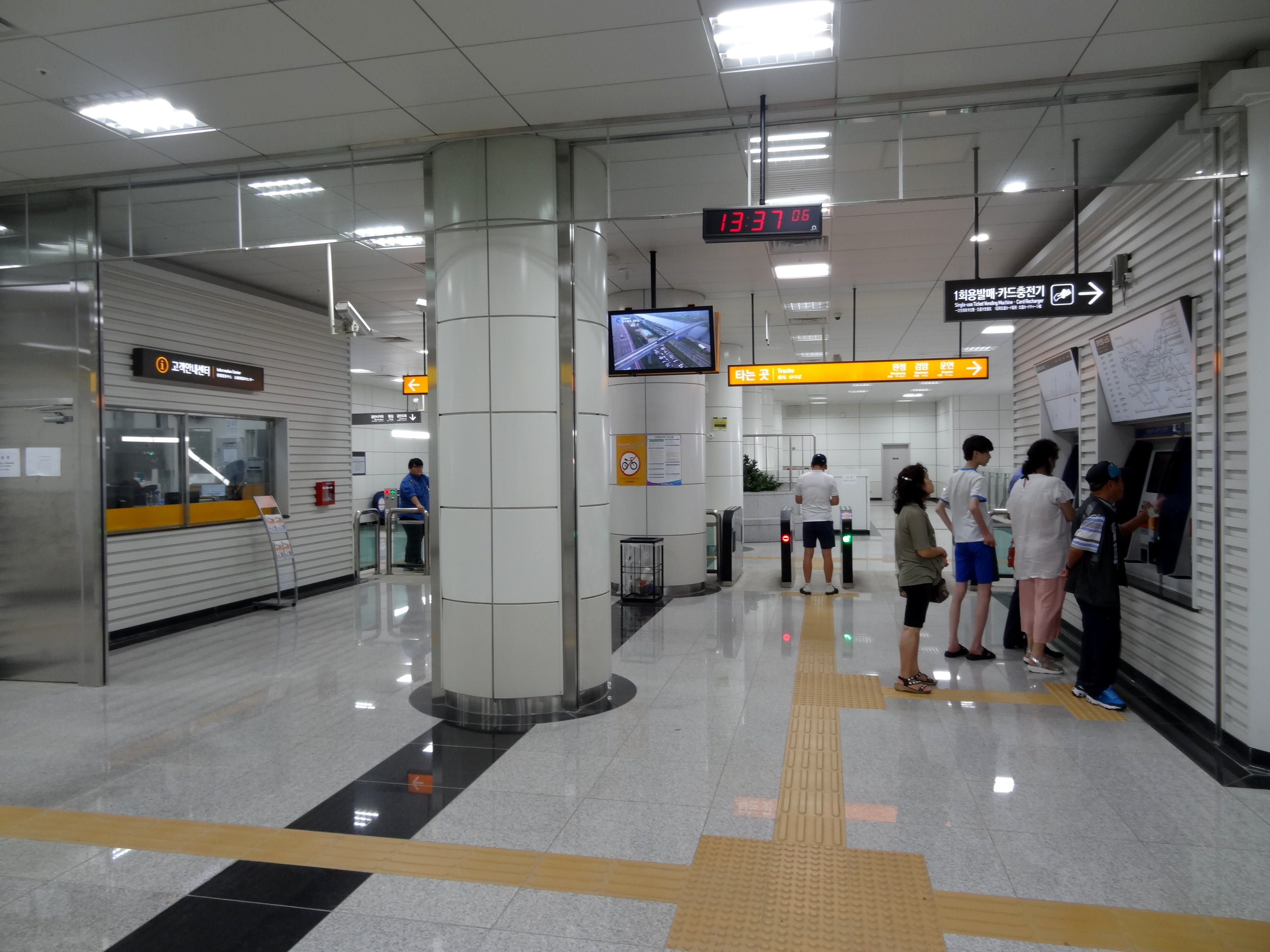
대합실 및 개찰구
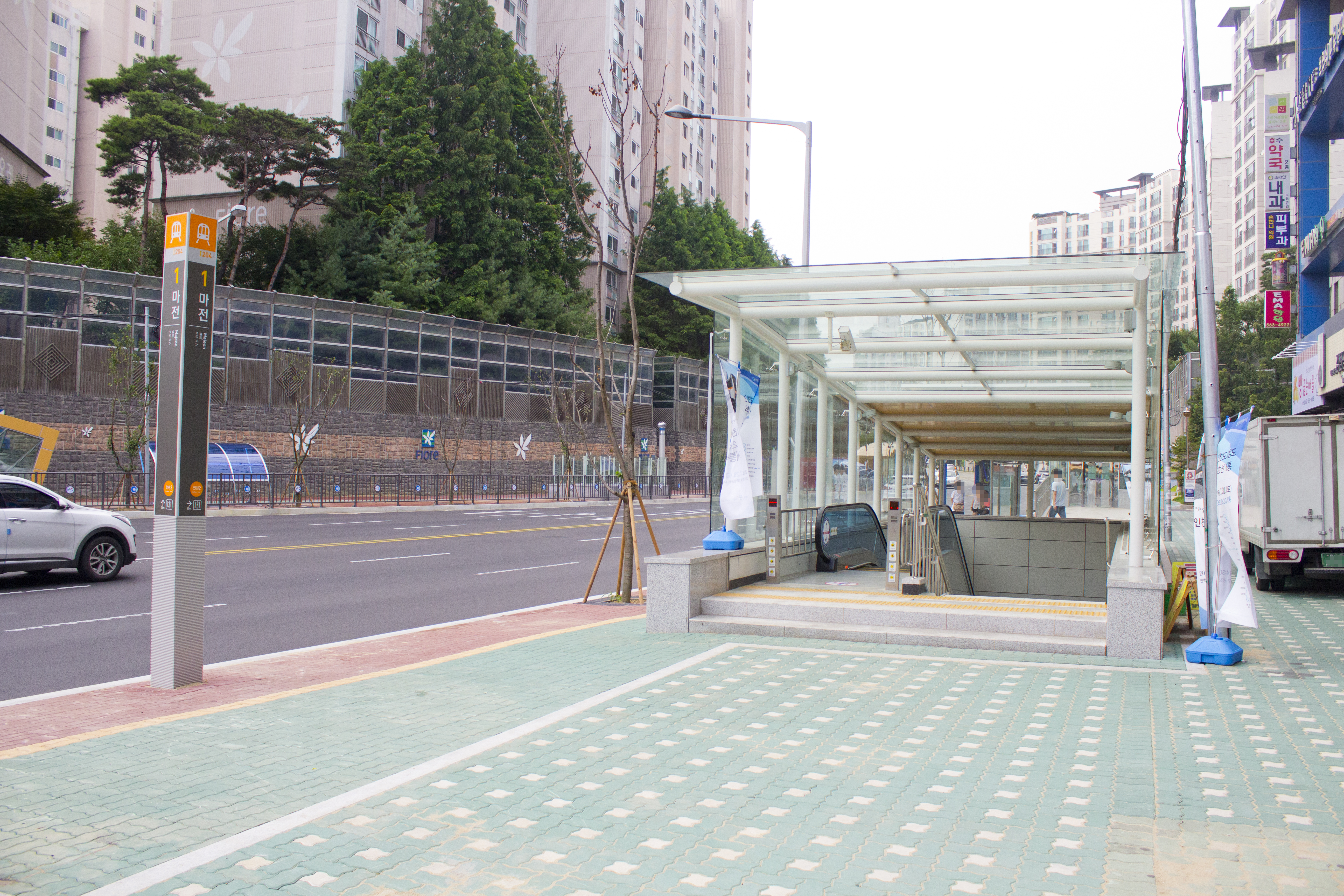
1번출구
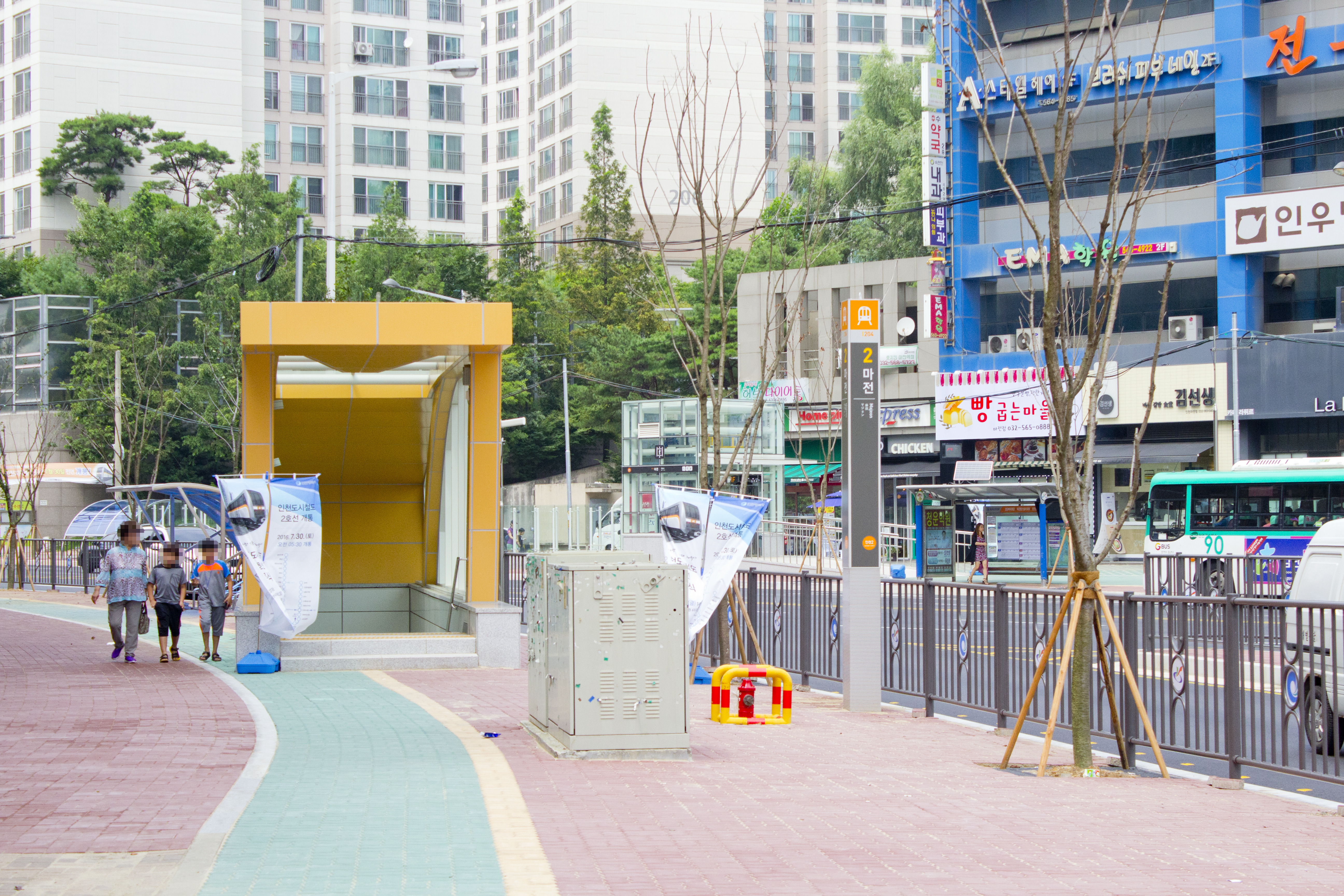
2번출구
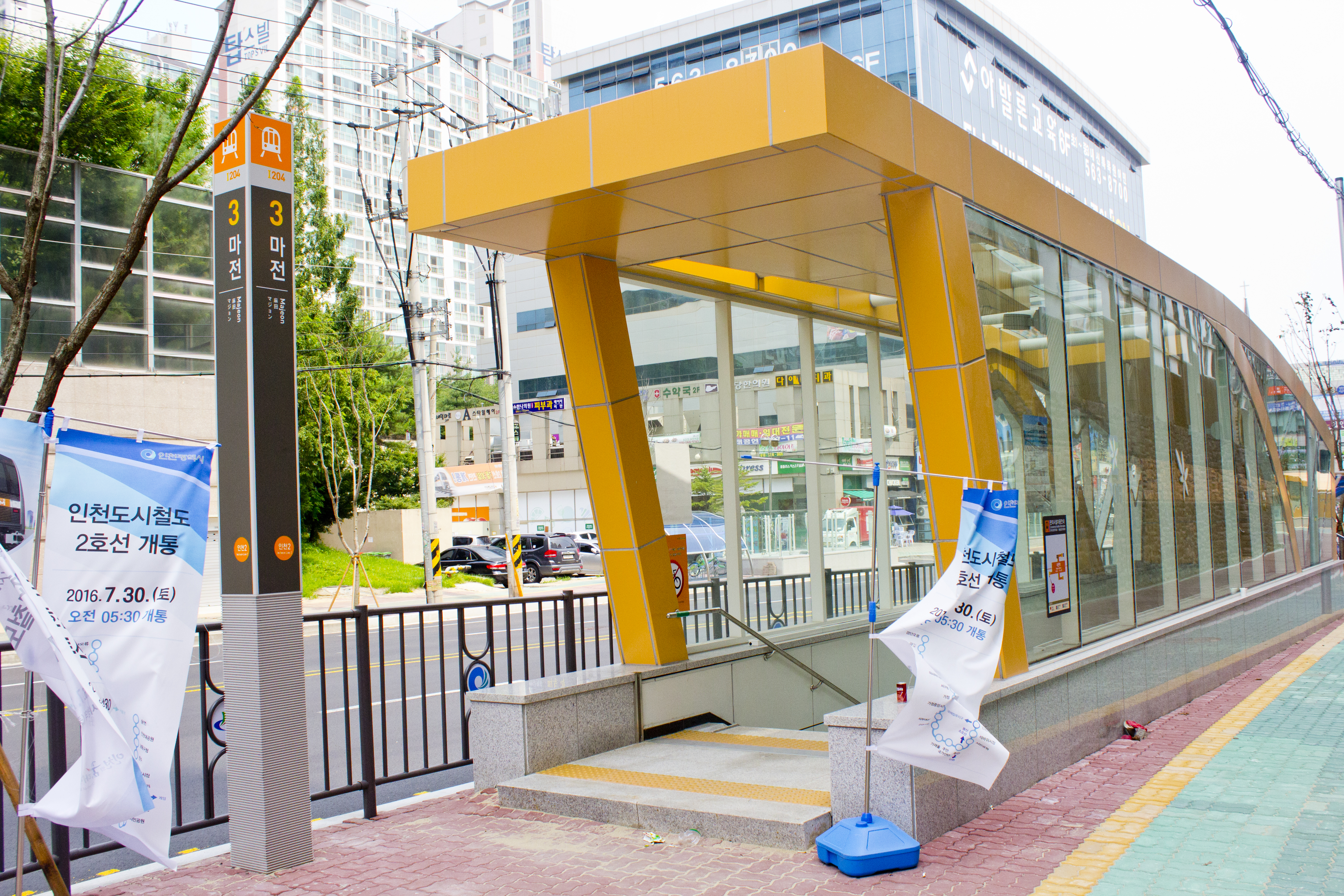
3번출구